# Chikkathammanahalli, Gudibanda
Chikkathammanahalli là một làng thuộc tehsil Gudibanda, huyện Kolar, bang Karnataka, Ấn Độ.